# NHL Winter Classic 2016
L'NHL Winter Classic 2016, conosciuta per motivi di sponsorizzazione come Bridgestone Winter Classic, è stata l'ottava edizione dell'NHL Winter Classic, partita a cadenza annuale di hockey su ghiaccio all'aperto organizzata della National Hockey League (NHL). Svoltasi il 1º gennaio 2016 al Gillette Stadium di Foxborough, nel Massachusetts, la partita valevole per la regular season vide affrontarsi i Boston Bruins, padroni di casa, e i Canadiens de Montréal. I Bruins sono alla seconda partecipazione e già nel 2010 ebbero l'onore di organizzare l'evento presso il Fenway Park contro i Philadelphia Flyers, mentre i Canadiens sono la seconda squadra canadese invitata a prendere parte al Winter Classic dopo i Toronto Maple Leafs. I Canadiens de Montréal superarono i Boston Bruins con il punteggio di 5-1.

## Organizzazione

### Squadre
Per il Winter Classic del 2016 venne scelta una delle rivalità più sentite e storiche della lega, quella fra le franchigie di Boston e di Montréal. Al termine della stagione 2014-15 le due squadre si erano già affrontate 729 volte durante la stagione regolare, oltre ad altre 177 partite nei playoff della Stanley Cup, 9 delle quali a Gara-7.
Come in occasione dei Winter Classic precedenti alcune settimane prima dell'evento entrambe le franchigie presentarono delle meglie alternative da impiegare nella sfida: i Bruins scelsero una divisa giallonera con il logo originale della squadra adottato nella stagione 1924-25. I Canadiens adottarono invece una divisa bianca con diversi elementi provenienti da divise di periodi diversi: una fascia rossoblu centrale che richiamasse i colori della prima maglia del 1909, il marchio "CH" della stagione 1923-24, quando i Canadiens vinsero la prima Stanley da membri della NHL e il colletto dell'annata 1945-46 conclusa con un titolo vinto proprio contro i Bruins.

### Eventi
Nell'area antistante il Gillette Stadium nel corso dei giorni precedenti alla partita vennero organizzate diverse attività per i tifosi e gli spettatori, inclusi gli allenamenti delle due squadre sul ghiaccio della pista per verificarne le condizioni e la praticabilità, mentre il giorno prima del Winter Classic si svolse la tradizionale partita fra le vecchie glorie delle due formazioni. Venne organizzato anche il primo incontro all'aperto per squadre femminili del Nordamerica: vennero scelte per affrontarsi le Boston Pride della NWHL e Les Canadiennes della CWHL.

## Partita

### Referto della partita
| Arbitri: | Wes McCauley Kevin Pollock |

| |            | |
| (D. Weise, A. Emelin) D. Desharnais 01:14 (B. Flynn, M. Barberio) P. Byron 22:00 (M. Pacioretty, T. Plekanec) B. Gallagher 37:20 (B. Gallagher, T. Plekanec) M. Pacioretty 48:49 (P.K. Subban, N. Beaulieu) P. Byron 58:28 | Marcatori  | 43:54 M. Beleskey (A. McQuaid, R. Spooner) |
| D. Desharnais - Eccessiva durezza - 08:42 - 4min L. Eller - Trattenuta - 26:40 - 2min N. Beaulieu - Trattenuta - 30:41 - 2min T. Plekanec - Ritardo di gioco - 39:30 - 2min L. Eller - Eccessiva durezza - 58:18 - 4min | Penalità   | 2min - 05:20 - Bastone alto - M. Talbot 4min - 08:44 - Eccessiva durezza - T. Krug 2min - 18:29 - Ritardo di gioco - A. McQuaid 2min - 22:51 - Cross-check - K. Miller 2min - 49:24 - Trattenuta - M. Talbot 4min - 58:10 - Eccessiva durezza - J. Hayes |
| 39 - P - Mike Condon 11 - AD - Brendan Gallagher 14 - C - Tomáš Plekanec (A) 15 - AS - Tomáš Fleischmann 17 - C - Torrey Mitchell 22 - AD - Dale Weise 26 - D - Jeff Petry 27 - C - Alex Galchenyuk 28 - D - Nathan Beaulieu 32 - C - Brian Flynn 40 - P - Ben Scrivens 41 - AS - Paul Byron 43 - AS - Daniel Carr 45 - D - Mark Barberio 51 - C - David Desharnais 67 - AS - Max Pacioretty (C) 74 - D - Aleksej Emelin 76 - D - P.K. Subban (A) 79 - D - Andrej Markov 81 - C - Lars Eller | Formazioni | Tuukka Rask - P - 40 Jimmy Hayes - AD - 11 Brett Connolly - AD - 14 Loui Eriksson (A) - AS - 21 Max Talbot - C - 25 Landon Ferraro - C - 29 Zdeno Chára (C) - D - 33 Zac Rinaldo - C - 36 Patrice Bergeron - C - 37 Matt Beleskey - AS - 39 Dennis Seidenberg - D - 44 Joe Morrow - D - 45 Torey Krug - D - 47 Jonas Gustavsson - P - 50 Ryan Spooner - C - 51 Seth Griffith - C - 53 Adam McQuaid - D - 54 Frank Vatrano - C - 72 Aleksej Chochlačev - C - 76 Kevan Miller - D - 86 |
| Michel Therrien | Allenatori | Claude Julien |

### Giocatori non schierati
- Montreal Canadiens: Greg Pateryn, Devante Smith-Pelly, Jarred Tinordi
- Boston Bruins: Brad Marchand, Tyler Randell, Zach Trotman

### Migliori giocatori della partita
- 1º: Brendan Gallagher - 1 gol, 1 assist -  Montreal Canadiens
- 2°: Mike Condon - 1 gol -  Montreal Canadiens
- 3º: Matt Beleskey - 1 gol -  Boston Bruins